# Terry Pratchett
Terence David John "Terry" Pratchett (Beaconsfield, 28 de abril de 1948-Broad Chalke, 12 de marzo de 2015) fue un escritor británico de fantasía y ciencia ficción. Sus obras más conocidas corresponden a la serie del Mundodisco (Discworld). Además, escribió novelas juveniles, relatos cortos y colaboró en la redacción de guiones para las adaptaciones televisivas de sus novelas. Se han vendido más de 85 millones de ejemplares de sus libros en más de 35 idiomas.

## Biografía
Nació en Beaconsfield, en Buckinghamshire, en 1948. A los once años entró a estudiar en la escuela técnica de High Wycombe, en cuya revista estudiantil publicó, a los 13 años, su primer relato, titulado The Hades Business. Dos años más tarde sería publicada para la venta comercial. Orientó sus estudios al periodismo. Dejó la escuela en 1965 para trabajar en Bucks Free Press y aprobó el curso del National Council para la Formación de Periodistas. En ese mismo año escribiría su segundo relato corto, The Night Dweller.
En 1971 se publicó su primer libro, llamado The Carpet People, que, aunque poco numerosas, recibió buenas críticas. Algunas calificaron la calidad de la obra como extraordinaria. Posteriormente, le siguieron The Dark Side of the Sun en 1976 y Strata en 1981. Dejó el Bucks Free Press por el Western Daily Press el 28 de septiembre de 1970 y volvió al anterior en 1972, ya como subdirector. Un año más tarde volvió a dejarlo, esta vez por el Bath Chronicle. En esta época realizó una serie de tiras cómicas por las que no pasará a la historia.
En 1981 pasó a ocupar el cargo de responsable de relaciones públicas en una central nuclear (la empresa para la que trabajaba, actualmente PowerGen, tenía responsabilidad sobre tres centrales nucleares), justo antes del desastre de Three Mile Island. Precisamente este era su trabajo cuando escribió su primera novela sobre el Mundodisco: El color de la magia (1983). El filón del Mundodisco (Discworld), una saga de fantasía ambientada en un mundo hilarante que parodia el nuestro, es el conjunto de novelas que le ha dado fama internacional.
En 1986 se publicó La luz fantástica, continuación de la anterior. Con la popularidad del hombre del sombrero aumentando por momentos, en 1987 decidió dedicarse únicamente a escribir. Ritos Iguales (1987), Mort (1987) y Rechicero (1988) serían las siguientes novelas en aparecer. Ese mismo año firmó un nuevo contrato para seis novelas más (no necesariamente de Mundodisco) y, a partir de ese momento, no dejó de escribir.

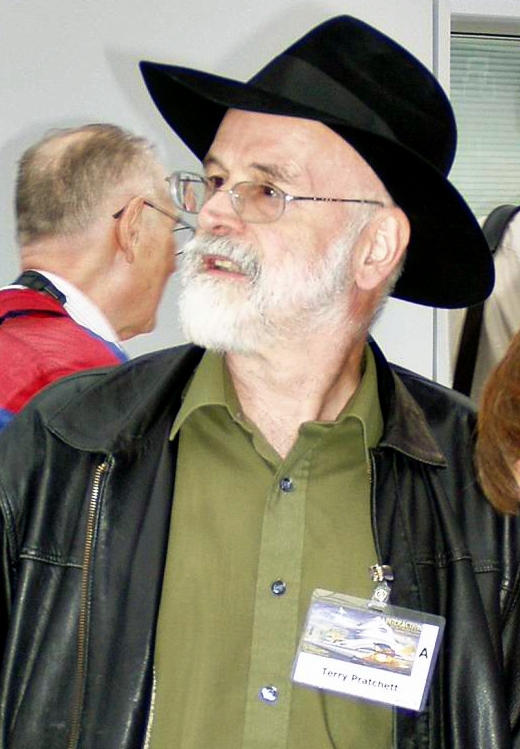
Terry Pratchett en la Worldcon 2005 en Glasgow, agosto de 2005.

Autor prolífico, Pratchett escribió las siguientes novelas sobre el Mundodisco en tiempo récord: Brujerías (1988), Pirómides (1989), ¡Guardias! ¿Guardias? (1989), Eric (1990), Imágenes en acción (1990), El segador (1991), Brujas de viaje (1991), Dioses Menores (1992), Lores y damas (1992), Hombres de armas (1993), Soul Music (1994), Tiempos interesantes (1994), Mascarada (1995), Pies de barro (1996), Papá Puerco (1996), ¡Voto a bríos! (1997), El país del fin del mundo (1998), Carpe Jugulum (1998), El quinto elefante (1999), La verdad (2000), Ladrón del tiempo (2001), El último héroe (2001), El asombroso Mauricio y sus roedores sabios (2001), Ronda de noche (2002), Los pequeños hombres libres (The wee free men) (2003), Regimiento monstruoso (2003), Un sombrero de cielo (2004), Cartas en el asunto (2004), ¡Zas! (2005), Wintersmith (2006), Dinero a mansalva (2007), El Atlético invisible (2009), I Shall Wear Midnight (2010) y Snuff (2011). También, publicó tres volúmenes de The Science of Discworld (La ciencia del Mundodisco) en colaboración con Ian Stewart —matemático y popular autor de libros de divulgación— y Jack Cohen —biólogo y colaborador de escritores en la creación de alienígenas plausibles—.
Mención especial merece la trilogía del Éxodo de los Gnomos (no relacionada con el Mundodisco), cuyos títulos son Camioneros (1989), Cavadores (1989) y La nave (1990).
En 1998 fue nombrado oficial de la Orden del Imperio Británico en el cumpleaños de la reina como reconocimiento a los servicios prestados a la literatura  (aunque en principio pensó que se trataba de una broma). Al año siguiente recibió el título de doctor honoris causa en Literatura por la Universidad de Warwick y, en 2001, el mismo título honorario por la Universidad de Portsmouth. Como curiosidad se puede comentar que, en la ceremonia de investidura de la Universidad de Warwick, él mismo replicó haciendo doctores de la Universidad Invisible a Ian Stewart y Jack Cohen, quienes escribieron conjuntamente con él la novela The Science of Discworld. En los fastos de Año Nuevo de 2009 fue, asimismo, nombrado caballero.
Terry Pratchett anunció el 11 de diciembre de 2007 que padecía un mal de Alzheimer prematuro. Sin embargo, anunció que plantaría cara a la enfermedad porque pensaba que «aún hay tiempo para escribir al menos unos libros más».
El escritor incidió en su anuncio en que no era simplemente un «no estoy muerto». Aunque utilizó su característica ironía al decir «por supuesto, estaré muerto en un futuro, como todo el mundo. Para mí, quizá más tarde de lo que piensas». Según su comunicado, este caso de Alzheimer era una versión «muy rara» de la enfermedad. El autor mencionaba un «golpe fantasma» recibido en el pasado que había salido a la superficie. Pratchett dijo tomarse este problema con «filosofía» y un «suave optimismo».
Terry Pratchett falleció el 12 de marzo de 2015 en su casa, cerca de Stonehenge, en Broad Chalke (Wiltshire), donde vivía con su esposa, Lyn, y su hija, Rhianna Pratchett —también escritora—.

## Obras
Sobre Mundodisco
Ordenadas en orden de aparición y lectura.
- El color de la magia - The Colour of Magic
- La luz fantástica - The Light Fantastic
- Ritos iguales - Equal Rites
- Mort - Mort
- Rechicero - Sourcery
- Brujerías - Wyrd Sisters
- Pirómides - Pyramids
- ¡Guardias! ¿Guardias? o ¡Guardias! ¡Guardias! - Guards! Guards!
- Eric - Eric
- Imágenes en acción - Moving Pictures
- El segador - Reaper Man
- Brujas de viaje - Witches Abroad
- Dioses menores - Small Gods
- Lores y damas - Lords and Ladies
- Hombres de armas - Men at Arms
- Soul Music - Soul Music
- Tiempos interesantes - Interesting Times
- Mascarada - Maskerade
- Pies de barro - Feet of Clay
- Papá Puerco - Hogfather
- ¡Voto a Bríos! - Jingo!
- El país del fin del mundo - The Last Continent
- Carpe Jugulum - Carpe Jugulum
- El quinto elefante - The Fifth Elephant
- La verdad - The Truth
- Ladrón del tiempo - Thief of Time
- El último héroe - The Last Hero
- El asombroso Mauricio y sus roedores sabios - The Amazing Maurice and his Educated Rodents
- Ronda de noche - Night Watch
- Los Pequeños Hombres Libres - The Wee Free Men
- Regimiento monstruoso - The Monstrous Regiment
- Un sombrero de cielo - A Hat Full of Sky
- Cartas en el asunto - Going Postal
- ¡Zas! - Thud!
- La corona de hielo - Wintersmith
- Dinero a mansalva  - Making Money
- El atlético invisible - Unseen Academicals
- Me vestiré de medianoche - I Shall Wear Midnight
- Snuff - Snuff
- A todo vapor - Raising Steam
- La Corona del Pastor - The Shepherd's Crown

Relacionadas con el Mundodisco
- The Streets of Ankh-Morpork
- The Science of Discworld
- GURPS Discworld
- GURPS Discworld Also
- Mort, la obra - Mort, The Play
- The Discworld Companion
- Death's Domain
- A Tourist's Guide to Lancre
- Nanny Ogg's Cookbook
- Where's My Cow?
- Once More, with Footnotes

Otras obras
- Buenos Presagios - Good Omens, con Neil Gaiman
- La trilogía de los gnomos (juveniles):
  - Camioneros - Truckers
  - Cavadores - Diggers
  - La nave - Wings
- The Carpet People (juvenil)
- The Dark Side of the Sun
- Strata
- The Unadulterated Cat, con Gray Joliffe
- La trilogía de Johnny Maxwell:
  - Sólo tú puedes salvar a la humanidad - Only You Can Save Mankind
  - Johnny y los muertos -  Johnny and the Dead
  - Johnny y la bomba - Johnny and the Bomb
- Los dragones del castillo ruinoso - Dragons at Crumbling Castle and Other Stories
- Nación - Nation
- Perillán - Dodger
- Jack Dodger's Guide to London
- Saga la Tierra Larga:
  - La Tierra larga - The Long Earth, con Stephen Baxter
  - La guerra larga - The Long War, con Stephen Baxter
  - El Marte largo - The Long Mars, con Stephen Baxter
  - El Utopía larga - The Long Utopia, con Stephen Baxter
  - El Cosmos Largo - The Long Cosmos, con Stephen Baxter

## Adaptaciones
Películas
- Hogfather (2006) (Papá puerco en español)

Director: Vadim Jean. Guion: Vadim Jean. Actores: David Jason, Marc Warren y Michelle Dockery.
- The Colour of Magic (2008) (El color de la magia en español)

Duración: 189 minutos. Director: Vadim Jean. Guion: Vadim Jean. Música: Paul E. Francis, David A. Hughes. Fotografía: Gavin Finney. Reparto: David Jason, Sean Astin, Tim Curry, Jeremy Irons, Brian Cox, James Cosmo, Christopher Lee y Terry Pratchett.
- Going Postal (2010) (Cartas en el asunto en español)

Duración: 185 minutos. Director: Jon Jones. Guion: Bev Doyle y Richard Kurti. Música: John Lunn. Fotografía: Gavin Finney. Reparto: Richard Coyle, David Suchet, Claire Foy, Andrew Sachs, Charles Dance, Timothy West y Terry Pratchett.
Animación
- Truckers (1992)
- Wyrd Sisters (1996)
- Soul Music (1996)

Videojuegos
- The Colour of Magic (1986) (Amstrad CPC, Commodore 64, ZX Spectrum)
- Mundodisco (1995) (DOS, PlayStation, Sega Saturn)
- Mundodisco II: ¿Presuntamente Desaparecido? (1996) (DOS, PlayStation, Sega Saturn, Windows)
- Mundodisco Noir (1999) (PlayStation, Windows)

Teatro
- La compañía teatral de Stephen Briggs ha adaptado varias novelas de Pratchett al teatro. La única que hay publicada en castellano es Mort, la Obra.

Series de TV
- Johnny and the Dead (1995)
- Hogfather (2007)
- The Colour of Magic (2008)
- The Light Fantastic (2008)
- Going Postal (2009)
- Choosing To Die - Documental de la BBC sobre el suicidio asistido (2011)
- Good Omens (2019)
- The Watch (2021)

## Internet
Pratchett fue uno de los primeros escritores en comunicarse con sus fanes vía internet y fue uno de los contribuidores de los grupos de noticias Usenet alt.fan.pratchett y alt.books.pratchett durante más de una década.

## Orangutanes
El interés de Terry Pratchett por los orangutanes no está solo reducido al Bibliotecario, un popular personaje de Mundodisco. Trabajó para la Orang-Ute Foundation visitando Borneo con el Canal 4 para rodar un capítulo de Jungle Crew en su hábitat. Siguiendo sus pasos, los fanes en las convenciones de Mundodisco tomaron la Orang-Ute como beneficencia. A partir de ese momento, en cada convención a la que acudió el autor se hizo una subasta donde los fanes podían pujar para que su nombre apareciera en el siguiente libro. Todos los fondos recaudados se destinaban a la Orang-Ute.

## Premios y reconocimientos
Pratchett recibió el título de Caballero por sus «servicios a la literatura» en la lista 2009 UK New Year Honours. Anteriormente fue nombrado Oficial de la Orden del Imperio Británico, también por «servicios a la literatura», en 1998. Recibió formalmente el galardón en el Palacio de Buckingham el 18 de febrero de 2009. Pratchett comentó en el boletín de ciencia ficción/fan Ansible: «Sospecho que los “servicios a la literatura” consistieron en abstenerme de intentar escribir ninguno», pero añadió: «Aun así, no puedo evitar sentirme poderosamente contento por ello». El 31 de diciembre de 2008, se anunció que Pratchett sería nombrado caballero en la lista de honores de Año Nuevo 2009 de la Reina. Después dijo: «No se le puede pedir a un escritor de fantasía que no quiera ser caballero. Por dos chinchetas me compraría un caballo y una espada». En 2010, Pratchett creó su propia espada a partir de depósitos de hierro que había encontrado en un campo cercano a su casa, ya que creía que un caballero debía tener una espada.
Pratchett recibió diez doctorados honoris causa: de la Universidad de Warwick en 1999, la Universidad de Portsmouth en 2001, la Universidad de Bath en 2003, la Universidad de Bristol en 2004, Buckinghamshire New University en 2008, la Universidad de Dublín en 2008, Universidad de Bradford en 2009, Universidad de Winchester en 2009, La Open University en 2013 por su contribución al Servicio Público y el último, de la Universidad de Australia Meridional, en mayo de 2014. Pratchett fue nombrado profesor adjunto en la Escuela de Inglés del Trinity College de Dublín en 2010, con una función en la formación de posgrado en escritura creativa y literatura popular.
Pratchett ganó el British Book Awards «Autor de Fantasía y Ciencia Ficción del Año» en 1994, el Premio Británico de Ciencia Ficción en 1989 por su novela Pirámides, y un Locus Award al Mejor novela fantástica en 2008 por Making Money. Ganó en 2001 la Medalla Carnegie del Bibliotecarios británicos, que reconoció a El asombroso Maurice y sus roedores educados como el mejor libro infantil del año publicado en el Reino Unido. Vigilia Nocturna ganó el Premio Prometeo de 2003 a la mejor novela libertaria. Cuatro de las cinco novelas de Mundodisco centradas en la aprendiz de bruja Tiffany Aching ganaron el premio anual Locus Award for Best Young Adult Book en 2004, 2005, 2007 y 2016. En 2005, Going Postal fue preseleccionada para el Premio Hugo a la Mejor Novela; sin embargo, Pratchett se retiró, declarando que el estrés por el premio estropearía su disfrute de la Worldcon. Ese mismo año, Un sombrero lleno de cielo ganó un Premio Mythopoeic. En 2008, Making Money fue nominada al Premio Nébula a la Mejor Novela.I Shall Wear Midnight ganó en 2010 el Andre Norton Award, otorgado por la Science Fiction and Fantasy Writers of America (SFWA) como parte de la ceremonia de los Nebula Award.
En 2016, la SFWA nombró a Pratchett destinatario del Premio Kate Wilhelm Solsticio, otorgado por el «impacto significativo en el panorama de la ciencia ficción o la fantasía». Recibió el NESFA Skylark Award en 2009 y el World Fantasy Award for Life Achievement en 2010. En 2011 ganó el Margaret A. Edwards Award de la American Library Association, un honor vitalicio por su «contribución significativa y duradera a la literatura para jóvenes adultos». Los bibliotecarios citaron nueve novelas de Mundodisco publicadas entre 1983 y 2004 y observaron que «las historias de Pratchett de Mundodisco han conquistado a generaciones de lectores adolescentes con inteligencia, corazón e innegable ingenio. Aventuras cómicas que se burlan cariñosamente del género fantástico, las novelas de Mundodisco exponen las hipocresías de la sociedad contemporánea en un universo intrincado y en constante expansión. Con tramas de múltiples y satisfactorias capas, el humor de Pratchett honra la inteligencia del lector. Los adolescentes se pierden con avidez en un universo sin mapas. En 2003, BBC llevó a cabo The Big Read para identificar la “Novela más querida de la nación” y finalmente publicó una lista ordenada de las “200 mejores”. La novela mejor clasificada de Pratchett fue Mort, número 65, pero él y Charles Dickens fueron los únicos autores con cinco en el Top 100 (cuatro de las suyas eran de la serie Mundodisco). También lideró a todos los autores con quince novelas en el Top 200.
Un asteroide (127005 Pratchett) lleva el nombre de Pratchett. En 2013, Pratchett fue nombrado Humanista del Año por la Asociación Humanista Británica por su campaña para financiar la investigación sobre el alzhéimer, su contribución al derecho a morir debate público y sus valores humanistas. Las novelas de Pratchett Mundodisco han dado lugar a convenciones dedicadas, la primera en Manchester en 1996, y después en todo el mundo, a menudo con el autor como invitado de honor. A veces, la publicación de una nueva novela iba acompañada de una gira internacional de firmas de libros; Se sabe que se formaban colas a las puertas de las librerías, ya que el autor seguía firmando libros mucho después de la hora de finalización prevista. Sus fans no estaban restringidos por edad o sexo, y recibía una gran cantidad de correo de ellos. Pratchett disfrutaba conociendo a sus fans y escuchando lo que pensaban de sus libros, diciendo que como le pagaban bien por sus novelas, sus fans lo eran «todo» para él. 
En marzo de 2017, el Ayuntamiento de Beaconsfield encargó una placa conmemorativa dedicada a Pratchett para la Biblioteca de Beaconsfield.